# Дорси, Пол
Пол Джи́ббонс До́рси (англ. Paul Gibbons Dorsey; 18 июня 1902, Вашингтон, округ Колумбия, США — 16 января 1968, Хьюстон, Техас, США) — американский фотограф.
В начале своей жизни служил полицейским в Лос-Анджелесе. С 1936 года стал фотокорреспондентом журнала Life, который командировал его в Японию и Китай. Во время Второй мировой войны служил в морской пехоте США в качестве фотокорреспондента, входил в состав созданной Эдвардом Стайхеном группы из шести фотографов. Вёл фотолетопись войны на Тихом океане, в частности — кровопролитных сражений на Сайпане, Гуаме и Иодзиме.

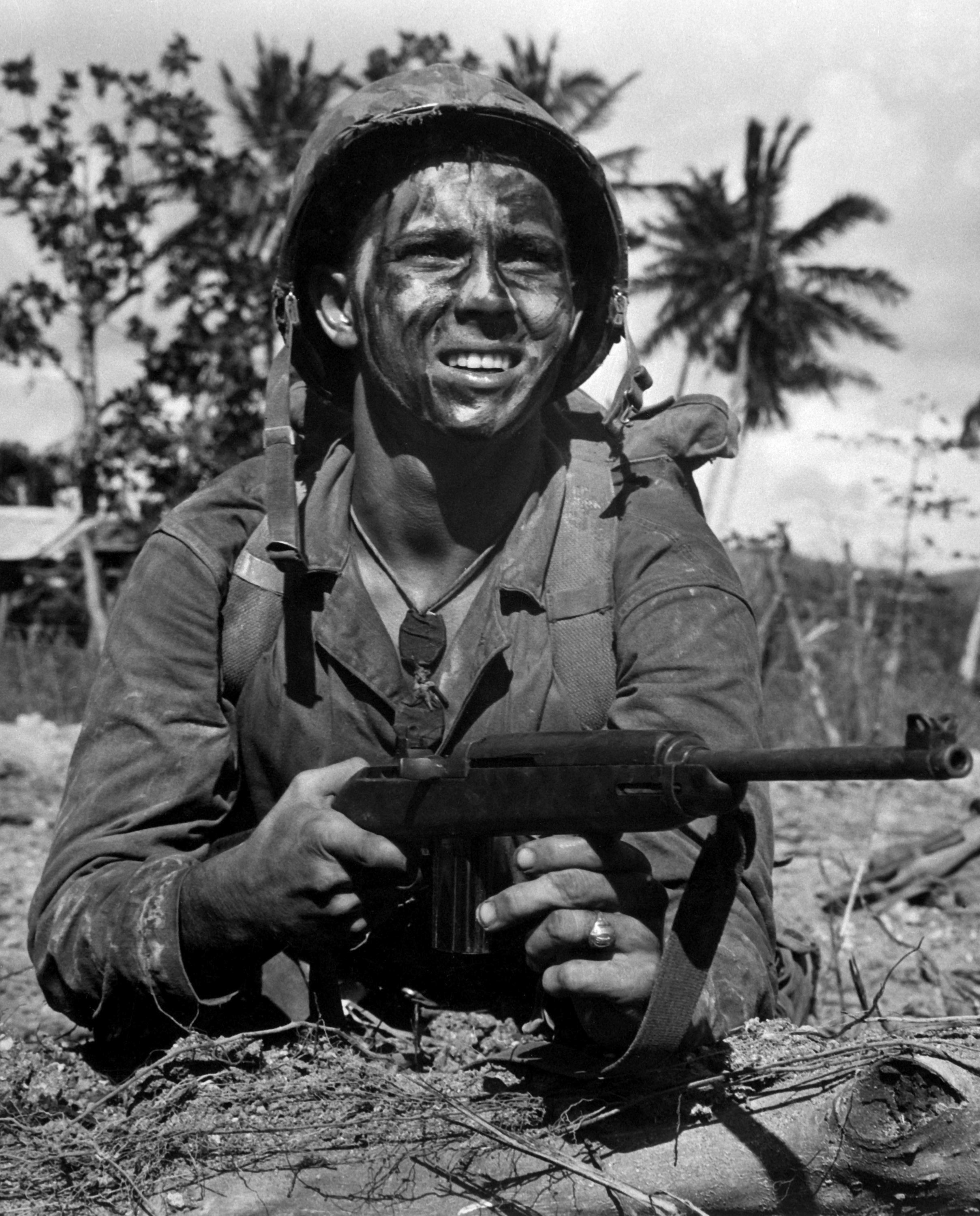
Американский морской пехотинец. Фото Пола Дорси